# Кайнар (Базар-Коргонский район)
Кайнар (кирг. Кайнар) — село в Базар-Коргонском районе Джалал-Абадской области Кыргызстана. Входит в состав Моголского айылного аймака.

## География
Село расположено в юго-восточной части области, к востоку от реки Кара-Ункюр, на расстоянии приблизительно 19 километров (по прямой) к северо-востоку от города Базар-Коргон, административного центра района. Абсолютная высота — 1348 метров над уровнем моря.

## Население
Согласно оценочным данным Национального статистического комитета Кыргызской Республики, на начало 2023 года постоянное население в селе отсутствовало.
| год     | 2009 | 2014 | 2015 | 2020 | 2021 | 2023 |
| ------- | ---- | ---- | ---- | ---- | ---- | ---- |
| человек | н/д  | 0    | 0    | 0    | 0    | 0    |